# Orsza (Rosja)
Orsza – osiedle typu miejskiego w Rosji, w obwodzie twerskim. W 2010 roku liczyło 2252 mieszkańców.